# 牧場物語 3つの里の大切な友だち
『牧場物語3つの里の大切な友達』（ぼくじょうものがたり みっつのさとのたいせつなともだち）は、マーベラスより2016年6月23日に発売されたニンテンドー3DS専用ゲームソフト。

## 概要
『牧場物語シリーズ』の20周年記念作品。ニンテンドー3DS向けタイトルとしては3作目となる。
「3つの里」というタイトルが示すようにプレイヤーが訪れることのできる里（集落）が3種類用意されており、それぞれ趣向の異なる交流が楽しめるなどコミュニケーション要素の強化がアピールされている。
『牧場物語 つながる新天地』と同様に任天堂の『マリオシリーズ』とのコラボレーションが実施される。さらに、今回は『とっとこハム太郎』ともコラボレーションし、ハム太郎が登場する。声は間宮くるみの新規録り下ろし。コラボレーションは2017年3月末に終了した。
イメージソングは奥華子が作詞・作曲・編曲を手掛けた『ほのぼの行こう』。

## ストーリー
主人公は幼少時から父親の仕事の都合で各地を転々として暮らしていた。
主人公は「牧場主になりたい」と幼い頃の夢を両親にカミングアウト。牧場の仕事とは何かを知らない主人公に父親のダリウスは、最初は心配したが、主人公の熱意に負けてこう提案した。
「牧場主として暮らす叔父さんのもとで、見込みがあるか判断してもらいなさい。すべてにこたえられるようになったら、牧場主になることを認めよう」
主人公は父親の提案のもと、ウェスタウンへと旅立ち、牧場主見習いとしての牧場生活が始まった。

## ゲームシステム
今作では作物の「品質」が「色つや」「甘み・香り」「水分量」「サイズ」と細分化され、その合計値によって「品質」が決まるようになった。
また、今作では虫取りができなくなっている。

## 登場人物

### プレイヤーキャラクター
主人公・男性
デフォルトネームは「カナタ」。流されやすいところがあるが、優しい性格。
主人公・女性
デフォルトネームは「ナナミ」。少し強気だが、優しい性格。小説版での主人公。

### 結婚候補

#### 女性
リシェット
ウェスタウンの花屋で働く少女。明るい性格で、何不自由なく育った影響でやや世間知らずな一面を持つ。ガーデニング好きの両親の影響で植物に詳しくなった。趣味は編み物と手芸。
カスミ
武家の出身で、つゆくさの里の寺子屋の先生。礼儀正しく物静かだが、乗馬を嗜むといった活発な一面を持つ。男嫌いで、知り合って間もない男にはそっけない態度を取る。なぎなたが得意。
古風なしゃべり方をするが、もともとは厳しい躾から。
イゥカ
ルデゥスとは幼馴染でルルココ村の浜茶屋を営む双子店主の姉。不思議な力を持つ巫女でもある。少し気が強く明るい性格で誰からも好かれている。やや毒舌で思ったことはハッキリ言うタイプ。
シゥカ
ルデゥスとは幼馴染でルルココ村の浜茶屋を営む双子店主の妹。不思議な力を持つ巫女でもある。マイペースでのんびり屋。薬草に詳しい。姉同様にやや毒舌なところがある。
コマリ
つゆくさの里の茶屋の看板娘。ギンジロウの娘。笑顔を絶やさぬ明るくサバサバした性格。結構活発。関西弁を喋る。
10代のことを過去としていることから、20歳以上。

#### 男性
ウェイン
ウェスタウンの郵便屋で働く青年。飄々とした性格で人当たりが良く、話し上手。人をからかうことが好きで、それゆえ不誠実だと思われることがあるが、女性に大人気のイケメンキャラ。小説版でのメインヒーロー。
ユヅキ
つゆくさの里のかざり職人。礼儀正しく穏やかな性格。幼い頃は病弱だった。甘党なのは、小さい頃苦い薬を飲まなければいけなかった反動から。ウメキチとオミヨの孫。
ルデゥス
ルルココ村でなんでも屋を営む青年。トトタラの孫。イゥカとシゥカとは幼馴染。イゥカとシゥカには幼い頃から今に至るまで振り回されており、家の建築や物の修理まで何でも請け負わされている。
ヒナタ
つゆくさの里の雑貨屋で働く青年。まっすぐな性格で、13歳の時に家族のために出稼ぎでつゆくさの里へやって来たが、将来の夢は役者。兄弟が多い影響で子供たちの面倒見がいい。
フォード
ウェスタウンの医院で働く医師。几帳面で、自他共に厳しい性格。医者としての腕は確かで、住民たちから頼りにされている。日々新しい薬の研究をしている。アルバイトでは時折新薬の実験体を募集しており、高額な報酬の代わりに体力がランダムで大きく変動する。

#### 隠し
イナリちゃま
つゆくさの里のほこらに棲む神様。性別不詳。使命感が強く、つゆくさの里の幸せのために奮闘するが、真面目すぎる性格ゆえに考えすぎることも。人という生き物に興味を持っている。綺麗好き。天気予報と主人公のペットをソウルメイトにする能力を持つ。

### 里の住人

#### ウェスタウン
フランク
主人公の叔父でダリウスの弟。牧場主の師匠として主人公を指導する。陽気な気質で気遣いを忘れない。
メーガン
快活で強気でしっかり者のおばあちゃん。言いたいことはハッキリ言うタイプ。健康に気を遣っている。
ヘクター
メーガンの息子でコリンの父親。牧場を手伝っている。強面で口下手だが優しい。妻を病気で亡くしている。
コリン
ヘクターの息子でメーガンの孫。口下手な所と優しい所は父譲り。ノエルと仲が良い。
ノエル
ミランダの娘。普段から客と話しているため人当たりが良く、人見知りしない。母親であるミランダの若い頃の写真を見たことがきっかけで将来の夢はソプラノ歌手。
ミランダ
ノエルの母親で、雑貨屋の店主。ふくよかな体型をネタにしている。美しいものに目がない。フランクに好意を抱いている様子。
キャリー
ブラッドの妻で、レストランのウェイトレス。常に笑顔で明るく、困っている人を放っておけない優しい性格。
ブラッド
キャリーの夫かつマルコの孫で、レストランのシェフ兼経営者。料理は勉強中。マルコ直伝のメニューを受け継ぎながら新しいメニューも考案している。
マルコ
ブラッドの祖父。レストランを孫夫婦に譲り、気ままに過ごしているて、普段は川釣りをしている。
女神ちゃま
ウェスタウンの泉に住む神ちゃまの女の子。少し天然で、ドジを踏んで魔法に失敗することも。

#### つゆくさの里
モリヤ
問屋の主。厳格な性格。ギンジロウとは親友同士。過去に結婚を約束していた女性にお金を持ち逃げされたことがある。ペットは黒猫の「ダイコク」。
イッテツ
シズの夫でタツミとヤイチの父親。問屋の中にある食材屋で働いている。寡黙で不愛想でほぼ無表情。それゆえ子供との接し方に困る一面を持つ。
シズ
イッテツの妻でタツミとヤイチの母親。問屋の中にある呉服屋で働いている。夫のイッテツと違って明るく活発な性格。
タツミ
イッテツとシズの息子でヤイチの兄。母親であるシズに似て明るく活発。ユヅキとも仲が良い。
ヤイチ
イッテツとシズの息子でタツミの弟。寡黙で人見知り。兄のタツミと一緒に居る事が多い。
スモモ
問屋で住み込みで働く少女。ドジっ子で泣き虫だが健気な頑張り屋。ヒナタからいろいろ教わっている。
ウメキチ
ユヅキの祖父でオミヨの夫である農家。穏やかな性格。
オミヨ
ユヅキの祖母でウメキチの妻。ウメキチとは常にラブラブ。絵画と散歩がてらに問屋に行くことが趣味。
ギンジロウ
つゆくさの里のまとめ役で、茶屋の店主。コマリの父親。関西弁を喋る。ハキハキした性格。

#### ルルココ村
ザハゥ
カリラの夫でシャルクとアルマの父親である漁師。頼もしくて豪快で、男の中の男。でも妻のカリラには頭が上がらない。
カリラ
ザハゥの妻でシャルクとアルマの母親である食材屋の店主。明るくハキハキした性格。
シャルク
ザハゥとカリラの息子でアルマの兄。元気いっぱいで、父親を尊敬しており、将来の夢は漁師になること。
アルマ
ザハゥとカリラの娘でシャルクの妹。イタズラ好きで天真爛漫。遊ぶこととキラキラした物が大好き。ルデゥスに好意を抱いており、度々ルデゥスのお嫁さんになると宣言しているがウェインのことも気になっている恋多き少女。
ミスラ
古代史の研究をしている学者の女性。気が強く研究熱心で、きつい物言いになることも。
ロータス
ミスラの助手。気弱でおとなしく、ミスラによくイジられている。たまに意図せずお手柄を立てることがある。
ティグレ
ハルバの孫。見た目とは裏腹に礼儀正しい性格。
ハルバ
ティグレの祖父。元々は別の国に住んでいた。穏やかな性格だが、昔は武術の達人だった。妻を亡くしているが、その妻とはトトタラの双子の姉妹である。
トトタラ
ルルココ村のまとめ役であるおばあちゃん。ルデゥスの祖母。宿屋を営んでいる。遺跡の掃除と祖先へのお祈りが日課。若い頃は絶世の美女だったらしい。
魔女ちゃま
ルルココ村の古代遺跡に住む女の子。強気な態度で接しているが、本当は寂しがり。

### 主人公の家族
ダリウス
主人公の父親。真面目で厳格な性格。貿易関係の仕事をしている。元牧場主で、昔はフランクと一緒に牧場経営をしていたが、貿易関係の仕事をしていた彼の父(主人公の父方の祖父)が病に倒れてしまい、彼の父の病気が完治した後は牧場を手放し一緒に仕事をした。
マリーナ
主人公の母親。お嬢様育ちの優しい良き母。父親の宥め役。
リンネ
主人公の妹。明るくちょっとワガママな年頃の女の子。

### その他の人物
ステファニー
品評会やショーなどのコンテストを進行し盛り上げる女性。更新データを配信すると結婚候補となる。
ワンタタン
前作『牧場物語 つながる新天地』に登場した、犬の着ぐるみを着たアニマルトレーナー。今作では動物祭とペットショーの審査員を務める。更新データを配信すると結婚候補となる。
マツバ
『つながる新天地』に登場した、野菜ソムリエ。今作では作物祭の審査員を務める。
サフラン
『つながる新天地』に登場した、料理研究家の女性。今作では料理祭の審査員を務める。
デル・コッサ
『つながる新天地』に登場した、ファッション評論家の貴族。今作ではファッションショーの審査員を務める。

## 地名
ウェスタウン
最初から訪れることができる町。開拓時代のアメリカ西部を思わせる町並み。郵便局や炭鉱がある。牛や羊をはじめとした多くの種類の動物が売られている。
つゆくさの里
1年目夏の5日から訪れることができる町。江戸時代の城下町を思わせる町並み。髪型を変更できる髪結屋がある。お米やうずらといった和風な作物、動物が売られている。店が開く時間も閉まる時間も早い。
ルルココ村
1年目春の15日から訪れることができる町。南国を思わせる町並みで海に面している。町の奥には古代遺跡が存在する。フルーツの苗や魚介類といった食べ物が売られている。昼間は店は閉まっており、朝と夜に営業している。